# Esther Hoffman Beller Medal
Die Esther Beller Hoffman Medal ist eine Auszeichnung der Optical Society, die herausragende Beiträge auf den Gebieten der optischen Wissenschaft und der Ingenieurausbildung auszeichnet. Namhafte frühere Gewinner sind Emil Wolf, Ulrich Lemmer, Anthony E. Siegman und Eric Mazur. William C. Beller war von 1929 bis 1967 Mitglied der Optical Society.
Die Auszeichnung wurde 1993 ins Leben gerufen, um das Engagement von William C. und Esther Hoffman Beller († 1992) für die Bildung zu ehren.
Die Nominierten können nur von Optical-Mitgliedern vorgeschlagen werden, müssen selbst aber keine Mitglieder der Optical Society sein. Über die Vergabe des Preises entscheidet ein Vergabekomitee, dem aktuell sieben Personen angehören.

## Preisträger
- 1993: Robert G. Greenler
- 1994: Anatoli Wezstein
- 1995: Joseph W. Goodman
- 1996: Donald C. O’Shea
- 1997: Hugh Angus Macleod[4]
- 1998: Amnon Yariv
- 1999: Bahaa E. A. Saleh
- 2000: Henry Stark
- 2001: Douglas S. Goodman
- 2002: Emil Wolf
- 2003: Ajoy K. Ghatak
- 2004: Janice A. Hudgings
- 2005: Thomas K. Gaylord
- 2006: Sang Soo Lee
- 2007: M. J. Soileau
- 2008: Eric Mazur
- 2009: Anthony E. Siegman
- 2010: Eustace L. Dereniak
- 2011: Stephen M. Pompea[5]
- 2012: Judy Donnelly
- 2013: Vasudevan Lakshminarayanan
- 2014: Shin-Tson Wu
- 2015: Govind P. Agrawal[6]
- 2016: Bishnu P. Pal
- 2017: C. Martijn de Sterke
- 2018: Ulrich Lemmer
- 2019: Rick Trebino
- 2020: Julio César Gutiérrez Vega
- 2021: Nicholas Massa
- 2022: Julie Bentley
- 2023: Harold J. Metcalf
- 2024: Anurag Sharma
- 2025: Peter E. Andersen